# سیارک ۱۰۶۵
سیارک ۱۰۶۵ (به انگلیسی: 1065 Amundsenia، نامگذاری:1926PD) هزار و شصت و پنجمین سیارک کشف شده‌است که در ۴ اوت ۱۹۲۶ و در رصدخانه سایمیز کشف شد.
قدر مطلق سیارک برابر ۱۳٫۲۰ است.